# Kwon Sang-woo
Kwon Sang-woo (Daejeon, Corea del Sur, 5 de agosto de 1976) es un actor surcoreano. Antes de ser actor, trabajó como modelo.

## Carrera
Es miembro de la agencia "Su Company".
Kwon es conocido en los países asiáticos debido a su popular película, My Tutor Friend (2003), pero fue su personaje Cha Song Joo en Escalera al Cielo junto a Choi Ji Woo lo que incrementó su popularidad, especialmente en los países asiáticos, cuando Escalera al Cielo fue el drama coreano más popular en la región asiática. 
Otro de sus papeles populares fue El Espíritu de Bruce Lee, que tuvo lugar en los 70s, resaltando la autoritaria sociedad coreana de ese tiempo.
En 2004, Kwon protagonizó una película, Love, So Divine, como un sacerdote católico. En una entrevista, Kwon contó que su madre es Católica, y fue alentado por sus amigos para recibir el bautizo. Kwon también reveló que su madre lo estaba ayudando a estudiar la fe cristiana.
Kwon es considerado un ejemplo de mom-zzang ("great body movement") o "Movimiento por un gran cuerpo". Kwon es internacionalmente visto como un Símbolo sexual, fue nombrado "Hombre Más Atractivo" (Most Beautiful Man) en agosto de 2006 en la página web mostbeautifulman.com.
Kwon es el principal portavoz de The Face Shop en Corea, apareciendo en una variedad de anuncios.
Ese mismo año se unirá al elenco de la película de comedia y acción Hitman: Agent Jun (también conocida como "Hitmen") donde interpretará al agente especial Jun.
En marzo del 2020 se anunció que estaba en conversaciones para unirse al elenco de Piratas: El último tesoro de la corona, la secuela de la película de 2014 The Pirates, en la cual, efectivamente, interpreta el personaje de Bu Heung-soo.

## Filmografía

### Películas
- 2001: Volcano high school
- 2001: Whasango YAY
- 2001: Sinhwa
- 2002: Make It Big: Acción y comedia
- 2003: My Tutor Friend: Comedia Romántica
- 2003: Project X
- 2004: Maljuk (Spirit of Jeet Kune Do) El Espíritu de Bruce Lee
- 2004: Love So Divine: Comedia Romántica
- 2006: Running Wild/Yasu: Acción
- 2006: Youth Comic/My Girl/Almost Love: Comedia Romántica
- 2008: Fate: Acción
- 2009: More Than Blue (KBS)
- 2010: 71 into the fire
- 2011: Pain
- 2012: CZ12 (reparto)
- 2019: Shall We Do It Again (Love, Again) - como Jo Hyeon-woo
- 2019: The Divine Move 2: The Wrathful - como Gwi-Soo
- 2020: Hitman: Agent Jun - como Jun
- 2022: We Grow Up[4]
- 2022: Piratas: El último tesoro de la corona - como Boo Heung-soo[5]
- 2025: Hitman 2 - como Kim Bong-joon/Jun/Kim Soo-hyuk[6][7]

### Series de Televisión
- 2001: Delicious Proposal
- 2001: Legend
- 2002: We Are Dating Now
- 2003: Into the Sun
- 2003: Escalera al Cielo
- 2005: Sad Love Story
- 2007: Bad Love
- 2009: Cinderella Man
- 2010: Daemul
- 2011: Fuyu no Sakura
- 2013: King of Ambition
- 2013: Medical Top Team
- 2014: Temptation
- 2017: Queen of Mystery
- 2018: Queen of Mystery 2
- 2020-2021: Delayed Justice (Fly Dragon)[8]
- 2022: Curtain Call.[9][10][11]

### Videos musicales
- 2005: Anyclub (Eric & Lee Hyori)
- 첫사랑(가슴앓이) (The First Love) (Artista : Yeong Seon Ji) Junto con Moon Geun Young

### Programas de variedades
- 2021: House on Wheel: Lending You My House on Wheels[12][13]
- 2015: Running Man (Ep. 264).

## Premios
- Premio Nueva Estrella (2002 SBS TV Best Acting Award)
- Premio Mejores 10 Estrellas (2003 SBS TV Best Acting Award)
- Premio Mejor Popularidad (2003 SBS TV Best Acting Award)
- Mejor Nuevo Actor con "My Tutor Friend" (2003 39th Baeksang Arts Award)
- Mejor Nuevo Actor con "My Tutor Friend" (2003 40th Daejongsang Award)
- Actor Más Popular en un papel en una película (2004 40th Baeksang Art Award)
- Premio Blue Dragon a la Popularidad (2004 41th Blue Dragon Award)
- Asociación Coreana de Películas: Premio Especial (2005)
- Premio personaje más popular en la TV
- Premio El hombre más atractivo